# Basileuterus rufifrons
Basileuterus rufifrons là một loài chim trong họ Parulidae.

## Hình ảnh

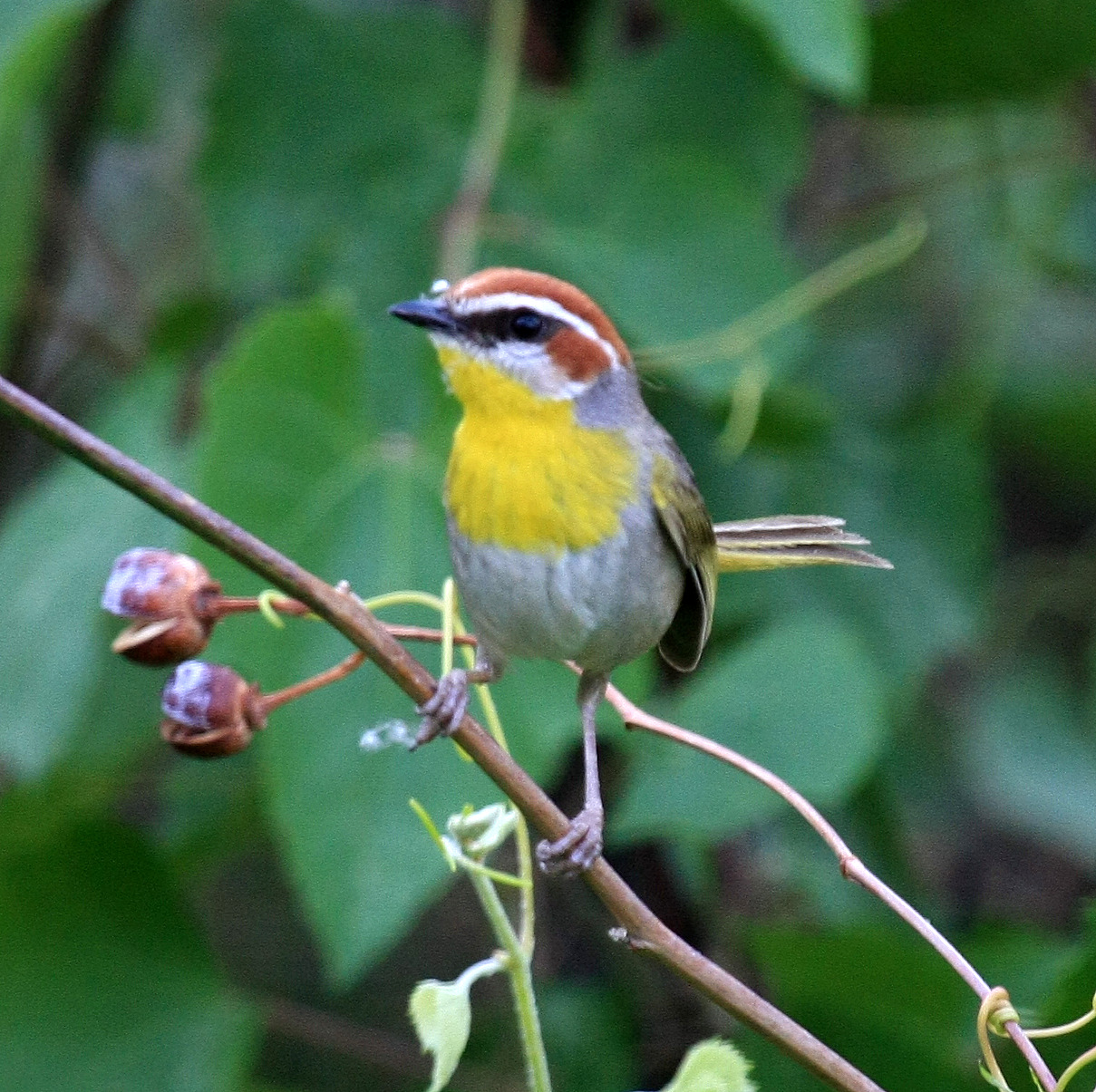
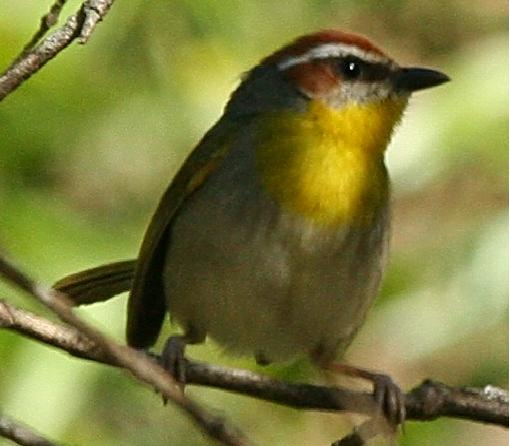